# Забияка (шхуна)
«Забия́ка» — парусная шхуна Черноморского флота России, участник Крымской войны.

## Описание судна
Парусная шхуна с деревянным корпусом, одна из пяти шхун типа «Гонец», строившихся с 1833 по 1839 год в Севастополе и Николаеве, последняя из спущенных на воду шхун этого типа. Длина шхуны по сведениям из различных источников составляла от 30,2 до 30,3 метра, ширина — 7,8 метра, а глубина интрюма — 4 метра. Вооружение судна состояло из шестнадцати орудий, включавших две трёхфунтовые пушки и четырнадцать 18-фунтовых карронад.
Единственная шхуна Российского императорского флота, носившая это наименование. Также в составе флота несли службу одноимённые шебеки, одна из которых принимала участие в Патрасском сражении, вторая была захвачена у Сполатро фрегатом «Автроил», одноимённая канонерская лодка 1821 года постройки, одноимённый клипер 1878 года постройки и эсминец 1914 года постройки.

## История службы
Шхуна «Забияка» была заложена на стапеле Николаевского адмиралтейства 4 (16) октября 1839 года и после спуска на воду 24 августа (5 сентября) 1839 года вошла в состав Черноморского флота России. Строительство вёл кораблестроитель штабс-капитан Г. В. Афанасьев.
В 1840 году шхуна находилась на гидрографических работах в Чёрном и Азовском морях, осуществляла съёмку побережий Крыма и Абхазии, а также промеры Чёрного моря. После чего ушла в крейсерские плавания вдоль восточного берега Чёрного моря. В кампанию 1841 года совершала плавания между Севастополем и Николаевым, принимала участие в действиях флота у Кавказского побережья, а также использовалась для выполнения съёмки видов и берегов Анатолии и Румелии.
В 1842 году выходила в практическое плавание в Чёрном море, а также использовалась для описи северной части Чёрного моря. В 1843 году шхуна выходила в крейсерские плавания к абхазским берегам и вновь привлекалась для выполнения гидрографических работ Чёрном и Азовском морях.
В кампанию 1844 года шхуна находилась в плаваниях у абхазских берегов, после чего перешла из Севастополя в Одессу, а затем в Константинополь и Пирей. В том же году привлекалась для описи Мраморного моря. В кампанию 1845 года совершила плавание из Николаева в Константинополь и после в Греческий архипелаг.
В кампании с 1846 по 1848 год вновь совершила переход из Одессы в Константинополь, затем в Архипелаг, Мраморное и Средиземное моря, после чего вернулась в Одессу. Во время плавания на шхуне выполняясь опись турецких берегов, в том числе Мраморного моря.
В кампанию 1849 года находилась в плаваниях по крымским портам с кадетами штурманской роты на борту, а также принимала участие в крейсерских плаваниях вдоль абхазских берегов и восточного берега Чёрного моря.
В кампанию 1850 года выполняла крейсерские плавания вдоль берегов Абхазии и восточного берега Чёрного моря, после чего занимала брандвахтенный пост у Феодосии.
С 1851 по 1853 год шхуна вновь принимала участие в действиях флота у Кавказского побережья. В том числе в крейсерских плаваниях у берегов Абхазии в 1851 и 1853 годах, а также его восточного берега в 1852 году.
В 1854 году шхуна охраняла арсенал и блокшивы в Севастополе. В следующем году вместе с множеством других судов шхуна была затоплена при покидании русскими войсками города.
При расчистке Севастопольской бухты 9 (21) сентября 1856 года судно было поднято и продано.

## Командиры
Командирами парусной шхуны «Забияка» в составе Российского императорского флота в разное время служили:
- М. П. Манганари (1840—1844 годы);
- капитан-лейтенант И. С. Кутров (1849—1850 годы)[39];
- капитан-лейтенант О. А. Ивков (1851 год)[40];
- капитан-лейтенант Н. И. Харчевников (1852 год)[41];
- лейтенант И. Г. Руднев (1853 год)[42];
- Н. К. Христофоров (1854 год).